# Comté de Walgett
Le comté de Walgett (en anglais : Walgett Shire) est une zone d'administration locale située dans l'État de Nouvelle-Galles du Sud en Australie, dont le siège est Walgett.

## Géographie
Le comté s'étend sur 22 336 km2 dans la région d'Orana, à l'extrémité nord de la Nouvelle-Galles du Sud, et est limitrophe du Queensland. Il est établi dans une plaine autour du confluent de la Barwon avec la Namoi et de l'intersection des routes Kamilaroi Highway et Castlereagh Highway.
La partie située au sud-est de la Barwon est une zone agricole (bovins, ovins, coton) tandis que la partie nord-ouest correspond à l'outback avec la ville minière de Lightning Ridge (opale).
Il comprend les villes de Walgett et Lightning Ridge, ainsi que les localités de Burren Junction, Carinda, Collarenebri, Come By Chance, Cryon, Cumborah, Pokataroo et Rowena.

## Histoire
Le comté est créé le 7 mars 1906 par une proclamation du gouverneur de Nouvelle-Galles du Sud.

## Démographie
| 2001  | 2006  | 2011  | 2016  | 2021  |
| ----- | ----- | ----- | ----- | ----- |
| 8 279 | 6 944 | 6 454 | 6 107 | 5 253 |

## Politique et administration
Le conseil municipal comprend neuf membres élus pour un mandat de quatre ans, qui à leur tour élisent le maire pour deux ans. À la suite des élections du 4 décembre 2021, le conseil est formé d'indépendants. 

### Liste des maires
| Période                                  | Période        | Identité     | Étiquette    | Qualité |
| ---------------------------------------- | -------------- | ------------ | ------------ | ------- |
| Les données manquantes sont à compléter. |                |              |              |         |
| 6 janvier 2022                           | septembre 2023 | Jane Keir    | Indépendante |         |
| 14 septembre 2023                        | en cours       | Jasen Ramien | Indépendant  |         |

La zone est rattachée à la circonscription de Parkes pour les élections fédérales et à celle de Barwon pour les élections à l'Assemblée législative de Nouvelle-Galles du Sud.